# 502省道 (福建省)
502省道，又称联十三线、坛西线，是中国福建省联络线省道之一。S502省道路线的起点在平潭县苏平镇江楼村连接 京台高速，终于平潭金井镇环岛南路，汇入同为平潭境内省道的S501。